# Alexa Newfield
Alexa Kennedy Newfield (* 3. Dezember 1991 in Atlanta) ist eine US-amerikanische Fußballspielerin.

## Karriere
Während ihres Studiums an der University of Georgia und der University of North Carolina at Chapel Hill spielte Newfield von 2010 bis 2015 für die dortigen Universitätsmannschaften der Georgia Bulldogs und North Carolina Tar Heels. Zusätzlich lief sie von 2009 bis 2013 für den W-League-Teilnehmer Atlanta Silverbacks auf, mit dem sie 2011 die Meisterschaft gewann. Während des im Januar 2016 durchgeführten College-Drafts der NWSL wurde sie in der dritten Runde an Position 28 von der Franchise des FC Kansas City ausgewählt. Ihr NWSL-Debüt gab Newfield am 16. April 2016 bei einer 0:1-Heimniederlage gegen die Western New York Flash als Einwechselspielerin für Jen Buczkowski.

## Erfolge
- 2011: W-League-Meisterschaft (Atlanta Silverbacks)